# Dekristijanizacija
Dekristijanizacija se odnosi na odstranjivanje kršćanstva iz društvenih područja u kojima je do sadašnjice činilo osnovu. 
Uključuje sekularizaciju ili zamjenu nekršćanskim svjetonazorima i religijama, pa kao takva može biti dio političkog programa (pr. socijaldemokratskih ili muslimanskih stranaka).

## Dekristijanizacija školstva
Ponajprije označava prijenos obrazovnih ustanova i zakonitosti poučavanja iz Crkvenih u državne ruke, na imovinsko-pravnoj i zakonskoj razini. Također, može označavati potiskivanje ili zabranu kršćanskih simbola u obrazovnim ustanovama ili ukidanje vjeronauka kao školskog predmeta. Zatiranje ili potiskivanje obilježavanja i proslave kršćanskih običaja ili promicanje nekršćanskih također bi se moglo smatrati oblikom dekristijanizacije.

## Dekristijanizacija u prošlosti

### Francuska revolucija
Katolička se Crkva, izgubivši dotadašnji društveni položaj koji je uživala u monarhiji, našla na udaru revolucionara postavši predmetom progona. Kler je, kao dio l'Ancien Régimea odn. kao predstavnik »stare vlasti« postao nepoželjan novouspostavljenoj vlasti. Sama revolucija imala je protukršćanski i protukatolički sentiment izražen u odbacivanju vjerske tradicije i uspostavljanje državnog ateizma te kulta Razuma, uzdižući racionalizam na razinu vjeroispovijesti. Revolucija je u svojoj srži predstavljala ne samo otklon od, već i nijekanje kršćanstva i monarhije (»trona i oltara«) odn. rušenje koncepta katoličke monarhije koja je dotad stoljećima postojala na francuskom tlu. Unatoč progonima i zabranama, revolucija nije uspjela srušiti temelje na kojima je kasnije katoličanstvo doživjelo svoj preporod i obnovu u francuskom društvu. Jednako tako, dekristijanizacijski procesi nisu uspjeli poništiti identitetski značaj Galikanske Crkve u Francuza, koja je uživala određen stupanj samouprave unutar Katoličke Crkve te bila blisko povezana s osobom kralja. Povjesničar Hans Küng dekristijanizaciju u Prvoj Francuskoj Republici sažima:
»Umjesto kršćanske vjeroispovijesti, ploča s ispisanim ljudskim pravima. Umjesto crkvenog prava, ustav države. Umjesto križa, trobojnica. Umjesto krštenja u crkvi, ženidbe i pokopa, registar građanskog statusa. Umjesto svećenstva, učiteljstvo. Umjesto oltara i misnog slavlja, oltar domovine, na koji domoljub ima položiti i svoj život. Umjesto vjerski obojenih mjesta, gradova i ulica, domoljubna imena. Umjesto štovanja svetaca, štovanje junaka, mučenika revolucije. Umjesto Te Deuma, Marseillaise. Umjesto kršćanske etike, prosvijećena etika građanskih vrlina i društvenog sklada.«
Deksristijanizacija se tijekom Francuske revolucije može promatrati u užem i širem smislu. U širem smislu započinje izvlaštenjem Crkvenih zemljoposjeda (Crkva je prije Revolucije bila najveći zemljoposjednik u zemlji) i imovine, dok bi u užem smislu predstavljala razdoblje od šest mjeseci na prijelazu 1793. i 1794. kada je bila najintenzivnijom. Nadalje, cjelokupni postupak dekristijanizacije bio je heterogen te se provodio na svim razinama društva. Vlada i Konvent (Ustavno-pravna skupština) novoproglašene Republike izbacili su kršćanske blagdane iz državnog kalendara te propisale zakon kojim se svaka općina može u potpunosti odreći katoličanstva. Glavno sredstvo propagande dekristijanizacije bile su antiklerikalne novine  Le Pére duchense. Komuna u Parizu, u svibnju 1793., ukida plaće svećenstvu, zatvara crkve te prisiljava četristotinjak svećenika na odreknuće od svećeničke službe uz zahtjev da se Notre Dame pretvori u »hram Razuma«. Svojevrsni vrhunac tih težnji predstavlja javno odreknuće pariškog nadbiskupa Jean-Baptisa Josepha Gobela 7. srpnja 1793., u čemu mu se pridružio dio pariškog svećenstva te proslava u čast Razuma u katedrali Notre Dame tri dana potom.

### Dekristijanizacija u socijalizmu
Na sličan način i pod naslovom "dekristijanizacija" u ideologiji socijalizma i komunizma pokušavalo se je gurnuti religiju iz društva u privatnu sferu i onemogućiti ili ukloniti utjecaj Crkve ciljanim prikrivenim i otvorenim djelovanjima koje su provodile tajne službe. 